# Mákos guba

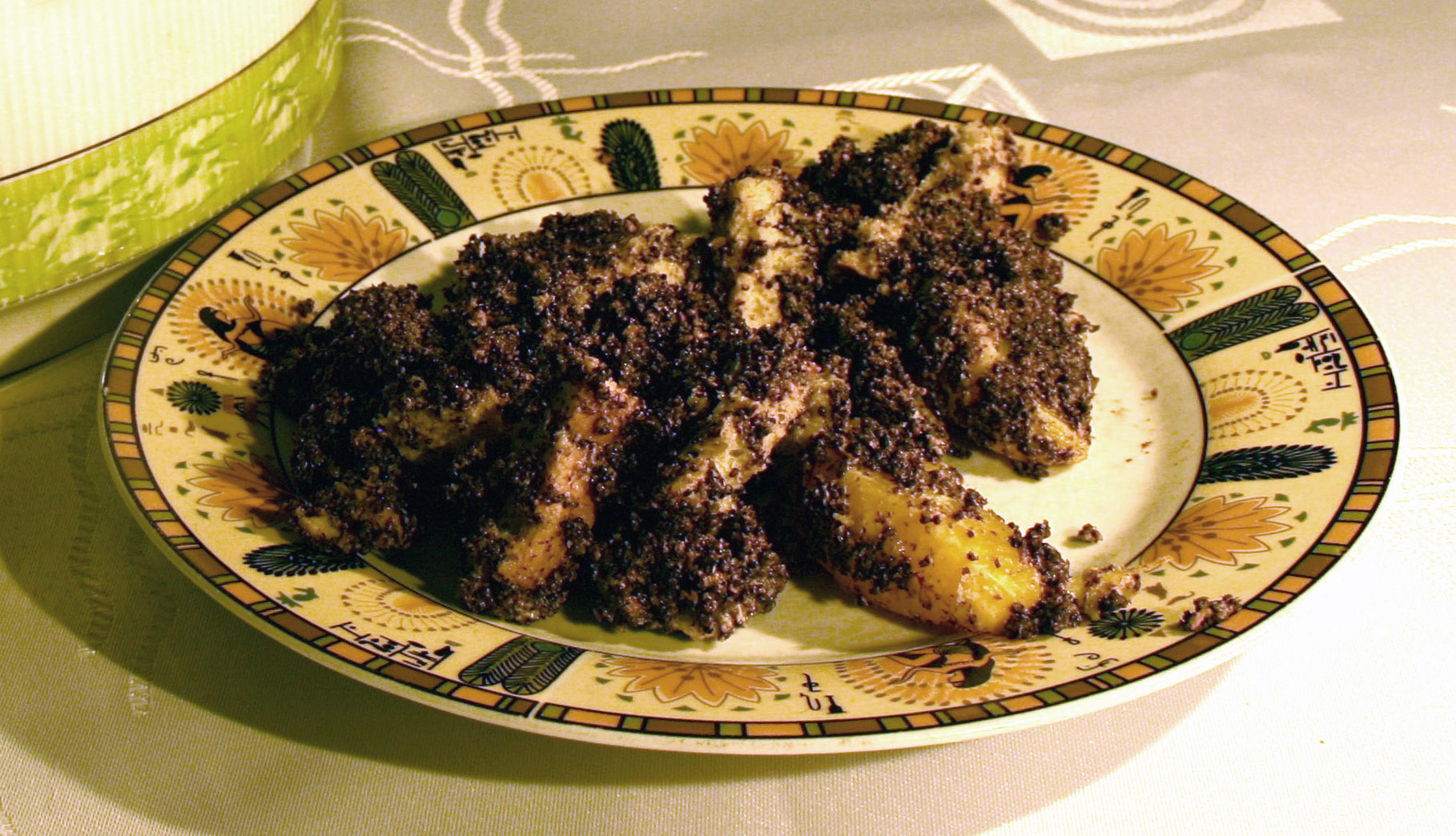
A mákos guba neve Lengyelországban: makówki

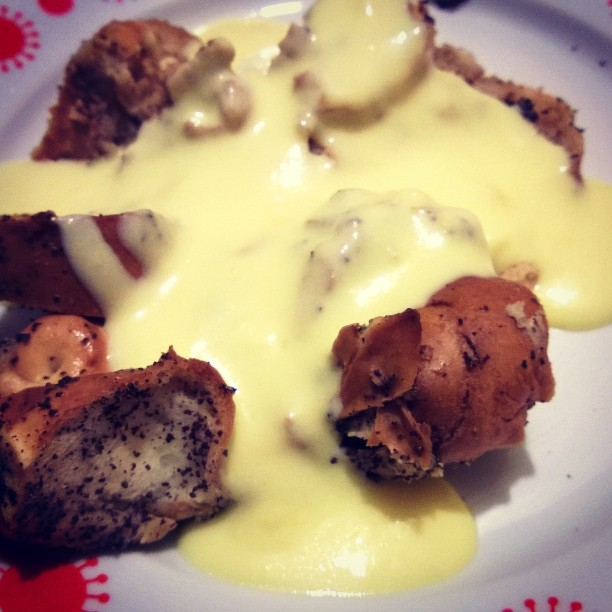
Mákos guba

A mákos guba, mákos gubó vagy bobajka jellegzetes magyar édesség, de ismert Németország keleti felén (Mohnpielen) és Lengyelországban (makówki) is. Eredetileg karácsonyi ünnepi étel volt, és abban a hiszemben sütötték, hogy a sokszemű mák sok szerencsét, sok pénzt hoz az új esztendőben. Napjainkban már egész évben készítik ezt a desszertet. Leginkább szikkadt vizes kiflit használnak az elkészítése során, de a hagyományos módon elkészítve kelt tésztából készül. Régen még vékonyra nyújtva a kemencében sülő kenyér mellett sütöttek, szárítottak, később már sütőben, tepsiben.

## Elkészítési módjai

### Kiflivel
A kifliket karikára vágják, leöntik vaníliás cukorral vagy igazi vaníliával ízesített forró tejjel. A kifli fölszívta a tejet, ezután megszórják a cukros mákkal és azonnal tálalják, vagy előtte kicsit tepsiben átsütik.

### Kelt tésztával
Ez a hagyományos bobajka, mely az étel illetve a jellegzetes tészta neve is.
Langyos, cukros vízben kelt élesztővel tésztát dagasztottak, amikor megkelt, kézzel tepsi hosszúságú, ujjnyi vastag rudakat formáztak belőle. Sütés előtt vagy után felkarikázták. Tepsiben megsütötték, a kiszárított darabok akár fél évig is elállnak. Felhasználáskor langyos vízzel „megöntötték”, darált cukros mákkal megszórták.

## Politikai jelentősége
Az Európai Unióhoz történő csatlakozásról szóló 2003-as népszavazás előtt széles körben elterjedt a rémhír, hogy az Unióban a drogellenes politika részeként tiltják a mákból készült ételek készítését és fogyasztását.
A tévhit forrása vélhetőleg az az uniós szabályozás volt, amelynek értelmében az étkezési mákfajtáknál magasabb alkaloida-tartalmú, úgynevezett ipari mák termesztése szigorú engedélyekhez kötött. A közvélemény megnyugtatására a népszavazás utáni (!) napon szervezett Eufória fesztiválon mákos gubát osztogattak. Ugyanakkor a kíméletesen felnyitott mákgubóból származó étkezési mák magja csupán nyomokban tartalmaz alkaloidokat, amit elsősorban a mákgubóból származó törmelék és por tartalmazhat. Ez azonban a szabálykövető máktermesztés esetén tisztítással és mosással szinte teljesen eltávolítható.